# 大嘴巴嘟嘟
《大嘴巴嘟嘟》是中國中央電視台少兒頻道播出的動畫，由无锡宏柏数码动画有限公司製作。该片播出后被指责抄襲日本動畫《蠟筆小新》，包括抄襲蠟筆小新的分鏡，因此也被贬称為「山寨版蠟筆小新」。製作單位辯稱除配音之外，其他「都是我們的原創，《大嘴巴嘟嘟》的形象、場景等都很本土化」。抄襲事件发酵后，很多網友要求撤下《大嘴巴嘟嘟》，但少兒頻道沒有停播此節目。
该片续作为《魔法猪丽叶》。

## 角色
- 配音員：刘焰霞、林津、时甜、顾福良。[4]

| 角色        | 备注                                                     |
| 嘟嘟 (主角) | 嘟嘟是一个小男孩，特别淘气，嘴巴特别大，于是取名为嘟嘟。 |
| 鐺鐺        | 角色原型為風間徹                                         |
| 小恩        | 角色原型為櫻田妮妮                                       |
| 阿威        | 角色原型為佐藤正男                                       |
| 阿鱼        | 角色原型為阿呆                                           |

## 問題

### 抄襲之處

#### 人物
《大嘴巴嘟嘟》主角「嘟嘟」，外型和性格都抄襲《蠟筆小新》主角野原新之助，包括粗眉、愛耍聰明、喜歡搗蛋、喜歡扭屁股，只有嘟嘟不好色這性格是原創的。主角外，還有很多幾乎是複製出來的角色，「小恩」抄襲櫻田妮妮、「鐺鐺」抄襲風間徹、「阿威」抄襲佐藤正男、「阿魚」抄襲阿呆等。

#### 場景
《大嘴巴嘟嘟》中整齊劃一的街道，每家一座配有小院子的二層小樓，都是日本的城市規劃，而非中國的。《大嘴巴嘟嘟》的幼兒園經常有學生打掃雞舍，但中國的幼兒園都沒有雞舍，日本的才有。

#### 情節
在某幾集中是完全抄襲，情節、場景、分鏡、使用的物件、人物的對白、語氣、表情、位置都跟原作一模一樣。（如第四集）

#### 音樂
《大嘴巴嘟嘟》使用另一齣日本動畫《熱帶雨林的爆笑生活》的原聲音樂。

### 畫風
本系列是一部低成本作品，並被指模仿外國人氣作品。但本作以看似是Flash動畫的簡單向量圖和用色、光暗處理等各方面的顯示，並以4比3標清的低質素畫面，和動畫明顯的不流暢（似12格或以下的影格處理）。國家級電視台能播出這種設計畫面，遭海量聲音評頭品足。

### 影响
這片的問題成為國際動漫界、華人圈子以及媒體的笑柄。海外媒體以此作例稱中國當局會出支援助山寨文化發展源於心態因素，繼而反諷為「強國」。

## 評價
- 豆瓣网上對《大嘴巴嘟嘟》一千余次投票中，90%为1星，平均分为2.4分。[4][來源可靠？]